# Elianta Quintero
Elianta Quintero Cepeda (Maracaibo, Zulia 30 de octubre de 1975) es una periodista, locutora y corresponsal venezolana, egresada de la Universidad Católica Cecilio Acosta.

## Biografía
Elianta Quintero Cepeda nació el 30 de octubre de 1975 en la ciudad de Maracaibo, en el Estado Zulia (Venezuela). Estudió Comunicación Social, mención Desarrollo Comunal en la Universidad Católica Cecilio Acosta, en Maracaibo. Asimismo, comenzó a desempeñarse como locutora en el programa radial De Norte a Sur, en ese entonces la emisora era llamada Voz de la Fe. 
En 1996 se inicia en la televisión como corresponsal para el estado Zulia del noticiario El Observador de Radio Caracas Televisión.
En 1998, ingresó a la televisora venezolana Venevisión como reportera de sucesos y en el año 2006 se convirtió en la narradora del noticiero estelar de Noticiero Venevisión. Gracias a su trayectoria profesional ha sido galardona en diversas ocasiones.
Desde el año 2014 hasta el 2016 llevó adelante la campaña Al Acoso Sácalo Del Juego que es una iniciativa que busca combatir el acoso escolar. Conduce la sección que se transmite todos los martes y lleva adelante una campaña en las redes sociales. Esta iniciativa abarca la realización de charlas para estudiantes y docentes. Hasta mediados del 2016 Elianta Quintero ha dado más de 68 charlas en toda Venezuela llegando a más de 7 mil personas en forma presencial. A esta campaña se han sumado diversas personalidades, instituciones y medios de comunicación, convirtiéndose en todo un movimiento nacional.
La campaña Al acoso sácalo del Juego ha recibido más de 35 reconocimientos por sus aportes a los derechos de los niños, niñas y adolescentes.
En julio de 2016 anunció su retirada de Noticiero Venevisión tras estar 17 años en el programa informativo.
Desde mayo del 2016 se encuentra en República Dominicana como presentadora del noticiero estelar de Telemicro canal 5, siendo este el punto de inicio de la internacionalización de su carrera, labor que combina la gerencia general de la página web informativa 800Noticias.
En 2019 se certifica como Life Coach en la ILC Academy de Miami. 
En medio de la Pandemia, en el 2021, debutó como conductora del programa "Conectados" , un espacio que busca mostrar historias de vida que inspiren y motiven a la superación. Se transmite los domingos a las 10 pm por Telecentro, canal 13.
Elianta Quintero combina su labor informativa con el trabajo social que caracterizó su carrera en Venezuela. Actualmente es embajadora de la Fundación Tropicalia, Fundación Prosperanza, Fundación Que proteste mi cuerpo, entre otras. También ha colaborado con campañas que ha impulsado Unicef en contra del matrimonio con niñas en República Dominicana y ha impartido charlas de sana convivencia de la mano de la Procuraduría General de la República.
El 8 de abril de 2025, se encontraba presente en el concierto del merenguero Rubby Pérez; en la discoteca Jet Set de Santo Domingo, República Dominicana, en el momento en que ocurrió el trágico colapso del techo.